# Tchorba
Albums de Les Yeux noirs
Live
(2002) Opre Scena
(2009)
Tchorba est un album du groupe français de musique tzigane et klezmer, Les Yeux noirs, sorti en 2004 sur le label Harmonia mundi.

## Liste des titres de l'album
1. Tchorba — 4 min 50 s
2. Désirs dérisoires — 4 min 01 s
3. La Belle Amour — 3 min 57 s
4. Rêve — 4 min 51 s
5. Zam'hora pe opt — 4 min 23 s
6. Yankele de Morchedaï Gebirtig — 3 min 44 s
7. Doina si joc de Marian — 4 min 37 s
8. Le Voyage — 3 min 06 s
9. Viens — 4 min 25 s
10. Trado trado — 3 min 57 s
11. O'djila — 3 min 52 s
12. Vos iz gevein de David Meyerowitz — 4 min 10 s
13. Hora de Mina — 4 min 22 s
14. Petite — 3 min 59 s

## Musiciens ayant participé
- Éric Slabiak : violon, accordéon, claviers, chant
- Olivier Slabiak : violon, programmation, échantillonnage, chant
- Frank Anastasio : contrebasse, voix
- Pascal Rondeau : guitare, voix
- Marinel Miu : cymbalum
- Aidje Tafial : percussions
- Olivier Daviaud : piano et claviers (sur 2, 8, 10, 12, 14)
- Thomas Ostrowiecki : percussions (sur 2, 4, 11)
- Laure C : clavier (sur 6)